# Thamnornis
Thamnornis is een monotypisch geslacht van zangvogels uit de familie Bernieridae (madagaskarzangers).

## Soorten
Het geslacht kent de volgende soort:
- Thamnornis chloropetoides – Kiritikazanger